# Nick Feakes
Nick Feakes (Australia, 4 de julio de 1995) es un jugador profesional australiano de rugby que se desempeña en la posición de apertura en New Orleans Gold, equipo perteneciente a la liga Major League Rugby.

## Carrera
En 2019, Feakes se unió al equipo New Orleans Gold (2019-2022), después pasó a Rugby New York (2022-2023), luego regresó a New Orleans Gold, con el cual disputa su cuarta temporada en la Major League Rugby.